# Josenópolis
Josenópolis là một đô thị thuộc bang Minas Gerais, Brasil. Đô thị này có diện tích 535,603 km², dân số năm 2007 là 4440 người, mật độ 8,8 người/km².